# 울리크 아돌프 홀스테인

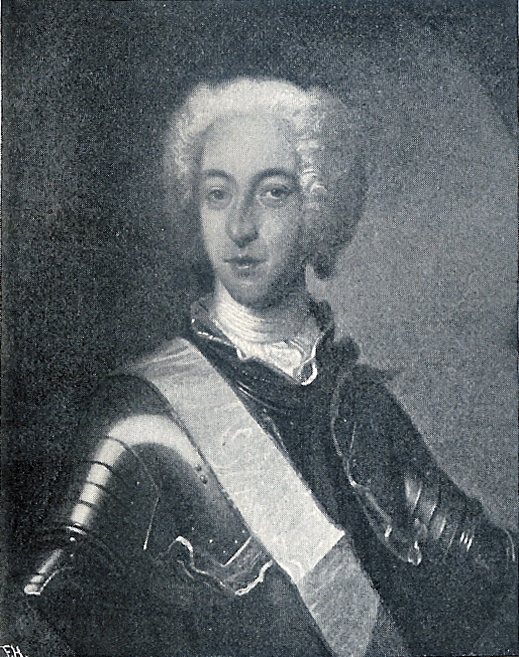
울리크 아돌프 홀스테인

울리크 아돌프 홀스테인(덴마크어: Ulrik Adolf Holstein, 1664년 4월 14일 ~ 1737년 8월 21일)는 덴마크의 정치인이다.
1679년 프레데리크 4세 국왕에 의해 발탁되었으며 1700년에는 남작 작위를 받았다. 1703년에는 프레데리크 4세 국왕이 엘리사베트 헬레네 폰 비레그(Elisabeth Helene von Vieregg)와 결혼할 것을 요구했지만 거절당했고 궁정에서 쫓겨나고 만다.
1712년에는 크리스티네 소피 레벤틀로프(Christine Sophie Reventlow)와 결혼하면서 궁정으로 복귀했고 1719년에는 각료로 채용되었다. 1721년부터 1730년까지 덴마크의 대재상을 역임했다.